# Tieton (település)
Tieton az Amerikai Egyesült Államok északnyugati részén, Washington állam Yakima megyéjében elhelyezkedő város. A 2010. évi népszámlálási adatok alapján 1191 lakosa van.
A korábban a North Fork nevet viselő település névadója a taitnapam indián törzs. Tieton 1942. június 5-én kapott városi rangot; első polgármestere Bill Newland, első jegyzője Ed Wutke; a képviselőtestület öt tagból állt.

## Éghajlat
A város éghajlata meleg nyári kontinentális (a Köppen-skála szerint Dfb).
| Hónap                         | Jan. | Feb.  | Már.  | Ápr.  | Máj. | Jún. | Júl.  | Aug. | Szep. | Okt.  | Nov.  | Dec.  | Év    |
| ----------------------------- | ---- | ----- | ----- | ----- | ---- | ---- | ----- | ---- | ----- | ----- | ----- | ----- | ----- |
| Rekord max. hőmérséklet (°C)  | 32,2 | 18,9  | 26,7  | 34,4  | 37,2 | 41,1 | 43,3  | 40,0 | 35,6  | 31,1  | 21,7  | 15,0  | 43,3  |
| Átlagos max. hőmérséklet (°C) | 1,7  | 5,6   | 11,7  | 16,1  | 20,6 | 24,4 | 28,9  | 28,9 | 24,4  | 16,7  | 7,2   | 0,6   | 15,6  |
| Átlagos min. hőmérséklet (°C) | −6,1 | −4,4  | −1,7  | 1,1   | 5,6  | 9,4  | 12,2  | 11,1 | 6,1   | 1,1   | −2,8  | −6,7  | 2,1   |
| Rekord min. hőmérséklet (°C)  |      | −30,6 | −20,6 | −10,0 | −7,8 | −1,1 | −11,1 | −3,9 | −8,9  | −12,8 | −33,9 | −35,0 | −35,0 |
| Átl. csapadékmennyiség (mm)   | 30   | 22    | 17    | 15    | 17   | 15   | 8     | 6    | 11    | 15    | 32    | 40    | 228   |
| Forrás: The Weather Channel   |      |       |       |       |      |      |       |      |       |       |       |       |       |

## Népesség
A 2010-es népszámláláskor a városnak 1191 lakója, 358 háztartása és 279 családja volt. A népsűrűség 531,7 fő/km2. A lakóegységek száma 385, sűrűségük 171,9 db/km2. A lakosok 59,9%-a fehér, 0,3%-a afroamerikai, 2,4%-a indián, 0,3%-a ázsiai, 0,1%-a a Csendes-óceáni szigetekről származik, 31,9%-a egyéb, 5,3%-a pedig kettő vagy több etnikumú. A spanyol vagy latino származásúak aránya 64,4% (   )
A háztartások 54,2%-ában élt 18 évnél fiatalabb. 51,7% házas, 19,3% egyedülálló nő, 7% egyedülálló férfi, 22,1% pedig nem család. 16,2% egyedül élt; 7,3%-uk 65 éves vagy idősebb. Egy háztartásban átlagosan 3,33 személy élt; a családok átlagmérete 3,67 fő.
A medián életkor 29,2 év volt. A város lakóinak 33,8%-a 18 évesnél fiatalabb, 10,6% 18 és 24 év közötti, 28,7%-uk 25 és 44 év közötti, 19,8%-uk 45 és 64 év közötti, 7%-uk pedig 65 éves vagy idősebb. A lakosok 49,5%-a férfi, 50,5%-a pedig nő.

## Fordítás
Ez a szócikk részben vagy egészben  a   Tieton, Washington című angol Wikipédia-szócikk ezen változatának fordításán alapul.  Az eredeti cikk szerkesztőit annak laptörténete sorolja fel. Ez a jelzés csupán a megfogalmazás eredetét és a szerzői jogokat jelzi, nem szolgál a cikkben szereplő információk forrásmegjelöléseként.